# Schule Leutschenbach
Die Schule Leutschenbach ist eine Primarschule im Schulkreis Schwamendingen der Stadt Zürich. Sie steht am Saatlenfussweg 3 im Quartier Schwamendingen und wurde 2009 nach Plänen des Schweizer Architekten Christian Kerez errichtet.

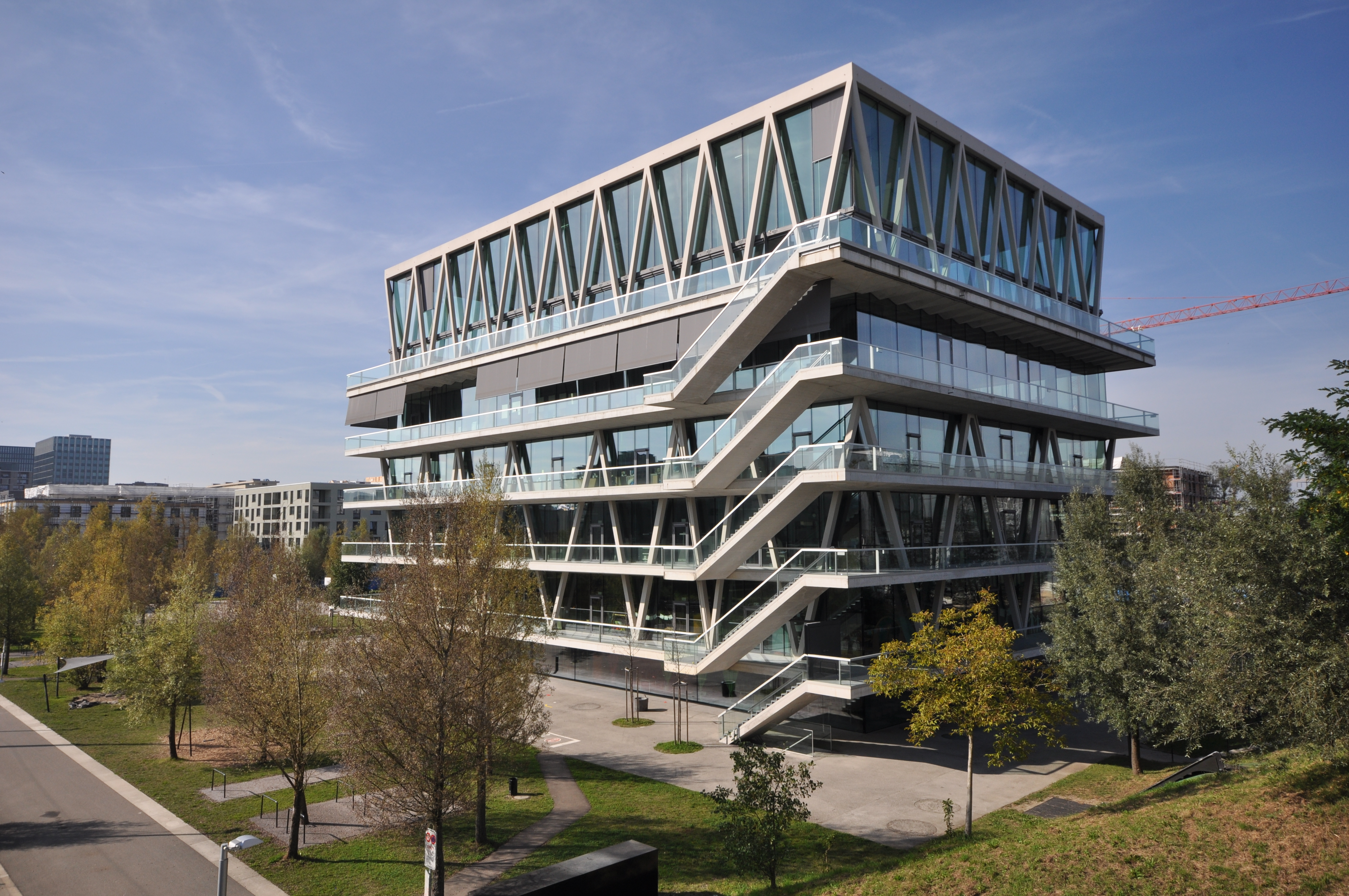
Aussenansicht

## Geschichte
Im Dezember 2002 gewann Christian Kerez den von der Stadt Zürich – Amt für Hochbauten – ausgeschriebenen Wettbewerb und realisierte zusammen mit dem Berner Landschaftsarchitekten Maurus Schifferli und den Ingenieuren Joseph Schwartz und Mario Monotti das Schulhaus zwischen 2005 und 2009. Projektleiter war Christian Scheidegger, Mitarbeiterinnen Selina Walder und Romina Grillo. Als Künstler am Bau war der Schweizer Olivier Mosset tätig.

## Architektur
Das Schulhaus zieht seine Nutzungen in einem Volumen zusammen. Besonderes Merkmal der Schule ist die Turnhalle im obersten Stockwerk, ein ähnliches Prinzip, das Hinrich Baller im Jahr 1998 in Berlin anwandte. Durch die Konzentration auf einen Baukörper gibt man Platz für den Aussenraum frei. Die bestehenden Hartbeläge des Quartiers werden sich in weichen Übergängen unmerklich auf der grünen Parkoberfläche verlieren. Pflanzen aus den Schrebergärten wurden eingelagert und wieder gesetzt. Ein markantes Merkmal der Schule ist seine Tragstruktur, die immer ablesbar ist.

## Auszeichnungen und Preis
- 2009: Hase in Gold[9]
- 2009: Prix Acier
- 2011: Anerkennung – Ernst-A.-Plischke
- 2014: Anerkennung – Daylight-Award

## Filmografie
- Interview with Christian Kerez, Winner Honorary Award, Daylight-Award 2014
- Swiss Building 03 Leutschenbach School Swissinfo A1